# Сандоґаса
Сандоґаса (яп. 三度笠, （さんどがさ), «тричі») — різновид японського головного убору каса.

## Історія

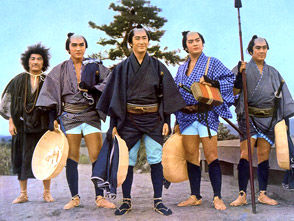

У епоху Едо (1603—1868) купці Осаки встановили поштову службу, що з'єднувала Едо, Кіото та Осаку. Листи та посилки вирушали тричі на місяць: 2, 12 та 22 дня місяця. Кур'єри, що доправляли листи та посилки, носили капелюхи, які згодом отримали назву «сандоґаса».
Згодом сандоґаса використовувалась різними верствами населення Японії, від самураїв до простого народу, у першу чергу під час мандрівок, для захисту від дощу та сонця.

## Опис
Сандоґаса є круглою, з широкими загнутими вниз крисами та майже плоскою вершиною, нагадує шапинку гриба. Всередині сандоґаси є смужки «атамадаї», які допомагають прикріпити шапку до голови. Сандоґаса виготовляється з бамбука чи осоки.